# Таємниця перевалу Дятлова
«Таємниця перевалу Дятлова» (англ. The Dyatlov Pass Incident) — художній фільм режисера Ренні Гарліна, заснований на реальних подіях, що відбулися взимку 1959 на Північному Уралі. Прем'єра стрічки відбулася 28 лютого 2013 року у Росії. У США (обмежений прокат) і Великій Британії прем'єра відбулася одночасно, в серпні 2013 року. У США фільм вийшов під назвою Devil's Pass (рос. Перевал диявола).

## Сюжет
Дивні обставини загибелі групи із дев'яти досвідчених туристів, під керівництвом Ігоря Дятлова, не дають спокою американській студентці Холлі Кінг. Отримавши грант і зібравши команду, дівчина та її друзі вирушають на Північ Уралу, щоб пройти тим же маршрутом, що й члени експедиції у 1959 році, та спробувати розгадати причини їх таємничої загибелі...

## У ролях
| Актор             | Роль            |
| ----------------- | --------------- |
| Джемма Аткінсон   | Деніз Іверс     |
| Райан Гоулі       | Енді Тетчер     |
| Метт Стокоу       | Дженсон Дей     |
| Голлі Госс        | Голлі Кінґ      |
| Люк Олбрайт       | Джей Пі Гаузер  |
| Сергій Лобанов    | бармен          |
| Борис Степанов    | Петро Каров     |
| Ігор Кулачко      | сержант Тупілов |
| Микола Бутенін    | Сергій          |
| Валерія Федорович | Аля в 20 років  |

## Цікаві факти
- Режисер Ренні Гарлін заявляв: «Я був зачарований цією історією, яка залишається однією з найбільших паранормальних таємниць сучасності. Факти, сценарій і драматичність історії зацікавили мене, і здавалося, що захоплюючий фільм начебто вже готовий і лежить на блюдечку».
- Фільм знімався у Хібинах, на Кольському півострові, а не на Уралі. Базою знімальної групи був Кіровськ, місто за Полярним колом.
- На початку фільму, коли група приїжджає в місто Івдель, в кадрі проїжджає пожежна машина, з номером регіону 51, який належить Мурманській області. Але оскільки Івдель знаходиться в Свердловській області, номер на машині мав бути 66 або 96.
- Селище Віжай дотла згоріло у 2010 році і не було відновлено, а всі жителі переїхали в Івдель, тому насправді герої могли знайти там тільки обвуглені руїни.
- Ім'я десятого члена групи Дятлова Юрія Юдіна було змінено на інше.